# Moutmolen

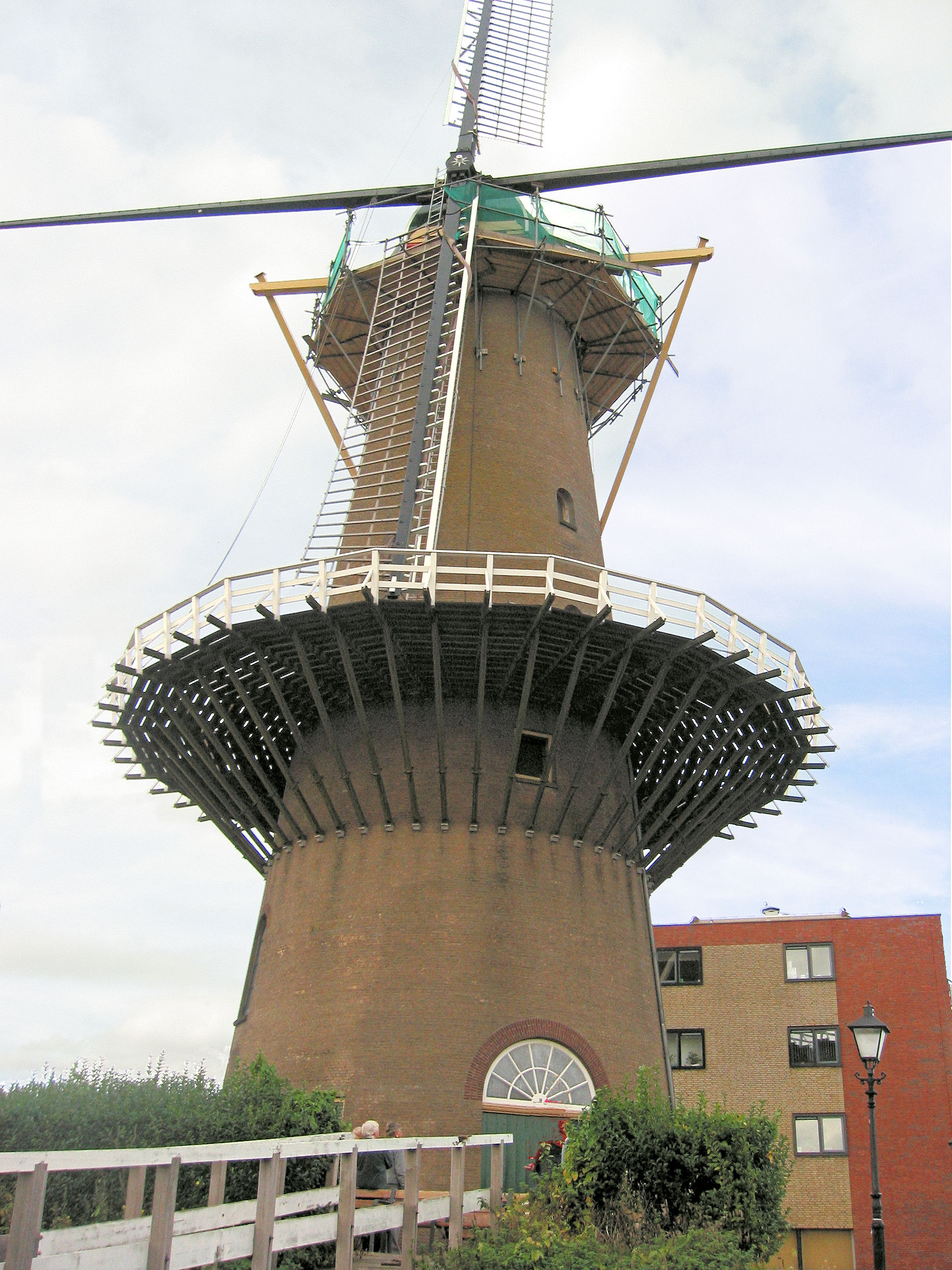
De Distilleerketel te Delfshaven is een moutmolen

Een moutmolen of brandersmolen is een windmolen waar gemout graan tot moutschroot vermalen wordt. Het moutschroot wordt als grondstof voor de distilleerderij  en de bierbrouwerij gebruikt. In onder andere Schiedam stonden vroeger veel moutmolens. Van de in totaal twintig Schiedamse molens zijn er zes bewaard gebleven, gerestaureerd, herbouwd of in herbouw. Deze behoren tot de hoogste molens ter wereld.
Het gemoute graan wordt alleen gebroken, waardoor deze molens een grote capaciteit hebben.